# Carlos Adriano de Jesus Soares
Carlos Adriano de Jesus Soares, mais conhecido como Alemão (Nova Iguaçu, 10 de abril de 1984 — Nova Iguaçu, 8 de julho de 2007), foi um futebolista brasileiro que atuou como atacante.

## Carreira
Alemão, que recebeu esse apelido em homenagem ao ex-jogador do Botafogo, time de seu pai, homônimo (Ricardo Rogério de Brito), foi revelado pelo Artsul, do Rio de Janeiro. Fez testes em algumas equipes da Europa, mas sem sucesso, até ser observado pelo treinador Antônio Lopes em um jogo-treino e acabou sendo contratado pelo Coritiba.
Destacou-se em 2004, quando jogou o Campeonato Brasileiro pelo Coxa, time que o revelou para o cenário brasileiro, fazendo bonitos gols (um deles de bicicleta, que deu a vitória de 1 a 0 ao seu time contra o Botafogo, no Estádio Couto Pereira) e sendo um dos artilheiros do time na competição, com 7 gols marcados em 28 partidas. Suas atuações nesse ano lhe valeram uma transferência ao Japão, onde defendeu Kyoto Sanga e Yokohama FC.
Em 2007, Alemão voltou ao futebol brasileiro, sendo contratado pelo Palmeiras. No time verde, o atacante fez apenas três partidas e um gol, pois logo sofreu uma lesão no joelho, num jogo contra o Corinthians. 

## Morte
Em fase final de recuperação, no dia 8 de julho de 2007, Alemão morreu num acidente de automóvel, na Via Light em Nova Iguaçu, quando voltava do aniversário de seu pai, em Mesquita, com mais oito pessoas no automóvel.

## Títulos
Kyoto Sanga
- J2 League: 2005

Yokohama FC
- J2 League: 2006